# Pojejena
Pojejena (serb. Пожежена) – wieś w Rumunii, w okręgu Caraș-Severin, w gminie Pojejena. W 2011 roku liczyła 1085 mieszkańców. 